# ميلان هافيل
ميلان هافيل (بالتشيكية: Milan Havel)‏ (7 أغسطس 1994 ببراغ في التشيك - ) هو لاعب كرة قدم تشيكي في مركز الوسط. لعب مع بوهيميانز 1905.

## روابط خارجية
- ميلان هافيل على موقع الاتحاد الأوربي (الإنجليزية)
- ميلان هافيل على موقع الاتحاد التشيكي (الإنجليزية)
- ميلان هافيل على موقع قاعدة بيانات كرة القدم.إي يو (الإنجليزية)
- ميلان هافيل على موقع Soccerbase.com (لاعب) (الإنجليزية)
- ميلان هافيل على موقع Soccerway.com (الإنجليزية)
- ميلان هافيل على موقع عالم كرة القدم.نت (الإنجليزية)
- ميلان هافيل على موقع AS.com (الإسبانية)